# タウマティクテュス ビンガミ
タウマティクテュス・ビンガミ（学名：Thaumatichthys binghami） は、タウマティクテュス科に属する深海魚で、西大西洋中央部の水深2,532メートル (8,307 ft)辺りに生息している。この種はタウマティクテュス アクセリに似ている。ビックリアンコウとも呼ばれる。
エスカに2-3対の皮弁があり、大型個体ではフィラメント状に長く伸び、エスカの内側付属肢は指状で先が細くなる。